# Navimodellismo
Il Navimodellismo consiste nella riproduzione in scala di imbarcazione antiche o moderne. Possono venir utilizzate varie tecniche costruttive e diversi materiali. Viene normalmente praticato come hobby, ma anche per la creazione di modelli ad uso professionale.
- Modellismo navale statico
- Modellismo navale dinamico